# 布吕海姆
布吕海姆（德語：Brüheim，發音：[ˈbʁyːhaɪm]）是德国图林根州哥达县曾经的一个市镇，面积7.44平方千米，2017年12月31日人口为457人。2019年1月1日，布吕海姆与另外10个市镇合并为新市镇内瑟塔尔。